# Reed-Relais
Ein Reed-Relais (historisch auch Herkon-Relais) ist ein Relais, welches mit einem Reedschalter (auch Reedkontakt genannt) arbeitet.

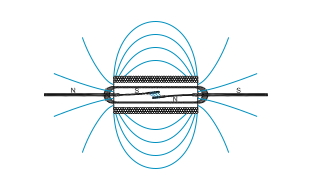
Prinzipaufbau des Reedrelais: ein Reedkontakt ist von einer Spule umgeben

Reed-Relais im Gehäuse

Reed-Schaltkontakte sind unter Vakuum oder Schutzgas in einen Glaskolben eingeschmolzene Kontaktzungen, die zugleich die Kontaktfeder und den Magnetanker bilden. Der Name stammt vom Rohrblatt der Holzblasinstrumente, englisch reed, das den schwingenden Kontaktzungen ähnelt. Die Kontaktzungen werden aus edelmetallbeschichtetem ferromagnetischem Material (z. B. Weicheisen) hergestellt. Die Kontaktbetätigung erfolgt durch ein von außen einwirkendes Magnetfeld, das bei Sensoren oder Schaltkontakten von einem in die Nähe gebrachten Dauermagneten oder bei Reedrelais in einer zugehörigen Magnetspule elektrisch erzeugt wird. Durch das Magnetfeld ziehen sich die beiden Kontaktzungen an und schließen somit. Sobald das Magnetfeld abfällt oder eine bestimmte Feldstärke im Relais unterschritten wird, öffnet sich der Kontakt aufgrund der Federwirkung wieder.

## Aufbau
Ein Reedrelais besteht aus einer Spule, die meist aus Kupferlackdraht gewickelt ist, und der Erzeugung eines Magnetfeldes dient. Der Reedkontakt liegt hermetisch isoliert in einer Glasampulle, die anstelle eines Kerns oder Ankers im Zentrum der Spule platziert ist.
Mit Spulen aus dickem Draht können Stromsensoren realisiert werden, zum Beispiel zur Überwachung der Funktion einer Warnlampe. Dabei fließt der Betriebsstrom des zu überwachenden Objekts durch die Spule, und der Reedkontakt bleibt solange geschlossen, bis der Strom durch die Spule abreißt (Hier z. B. Lampe durchgebrannt).
Oft sind Reedrelais nach außen hin magnetisch abgeschirmt, sodass sie dicht beieinander betrieben werden können, ohne sich gegenseitig zu stören. Hin zum Schaltkontakt kann sich eine elektrische Abschirmung befinden, die für Hochfrequenz-Anwendungen zugleich den Außenleiter eines Koaxialkabels bildet.

## Eigenschaften
Reedrelais sind aufgrund der hermetisch abgeschlossenen Kontakte sehr zuverlässig und bei geringen Schaltleistungen äußerst langlebig.
Reed-Relais benötigen in der Regel eine relativ geringe Steuerleistung und können außer durch Transistoren oft direkt mit TTL- oder CMOS-Ausgängen angesteuert werden. Aufgrund der hermetisch dichten Schaltkontakte und der korrosionsgeschützten Kontaktschicht eignen sich Reed-Relais ganz besonders zum Schalten von Kleinstsignalen bis zu Femtoampere und Nanovolt.
Für das Schalten kleiner Spannungen sind geringe Thermospannungen der Werkstoffe wichtig: Reedrelais können mit Thermospannungen von <1 µV/K spezifiziert sein.
Reedrelais können zum Schalten von Frequenzen über 6 GHz gefertigt werden, indem sie als Bestandteil einer angepassten Koaxialleitung mit definierter Impedanz (z. B. 50 Ohm) gefertigt werden. Die Einfügungsdämpfung kann <0,2 dB betragen. Das Stehwellenverhältnis (VSWR) ist <1,2.
Prellfreies Schalten und höhere Kontaktlebensdauern bei größerer Belastung sind mit quecksilberbenetzten Kontakten (heute in der EU ohne Sondergenehmigung nicht mehr zulässig) erreichbar.
Eigenschaften (siehe auch unter Reedschalter):
- besonders zum Schalten von Kleinstsignalen bis zu Femtoampere und Nanovolt durch Kontaktwerkstoffe wie Gold, Iridium oder Palladium
- hermetisch dichte Schaltkontakte, deshalb sehr robust gegen Wasser, Luft, Vakuum, Öl, Benzin, Staub etc.; ex-geschützte und -zertifizierte Bauformen
- kein mechanischer Verschleiß an den Bewegungspunkten, mechanische Lebensdauer bis zu mehreren Milliarden (109) Schaltspielen
- niedriger Kontaktwiderstand (typ. 50 mOhm), geringe Kapazität und hohe Isolation
- geringe Steuerleistung bei geringer Baugröße
- kurze Schalt- und Prellzeiten
- auch für Spannungen bis zu 10.000 Volt
- vergleichsweise geringe Schaltleistungen
- empfindlich gegenüber kapazitiven Lasten und der Selbstinduktion induktiver Lasten

Reedrelais sind als Schließer, Öffner, Wechsler sowie bistabil verfügbar.

## Geschichte
Patentiert wurde der Reed-Kontakt 1936 von W. B. Elwood, der zu dieser Zeit in dem Bell Laboratories arbeitete. Allerdings war es damals noch nicht möglich, Reed-Kontakte in größerem Umfang herzustellen, da die Werkstofftechnik noch keine geeigneten Werkstoffe für die Kontaktzungen bereitstellen konnte. Die ersten im größeren Umfang verfügbaren Reed-Kontakte wurden erst ab Ende der 1950er Jahre hergestellt. Haupteinsatzgebiet war vor allem in 1960er bis 1980er Jahren die Fernmeldetechnik in den Vermittlungsstellen.

## Bauarten

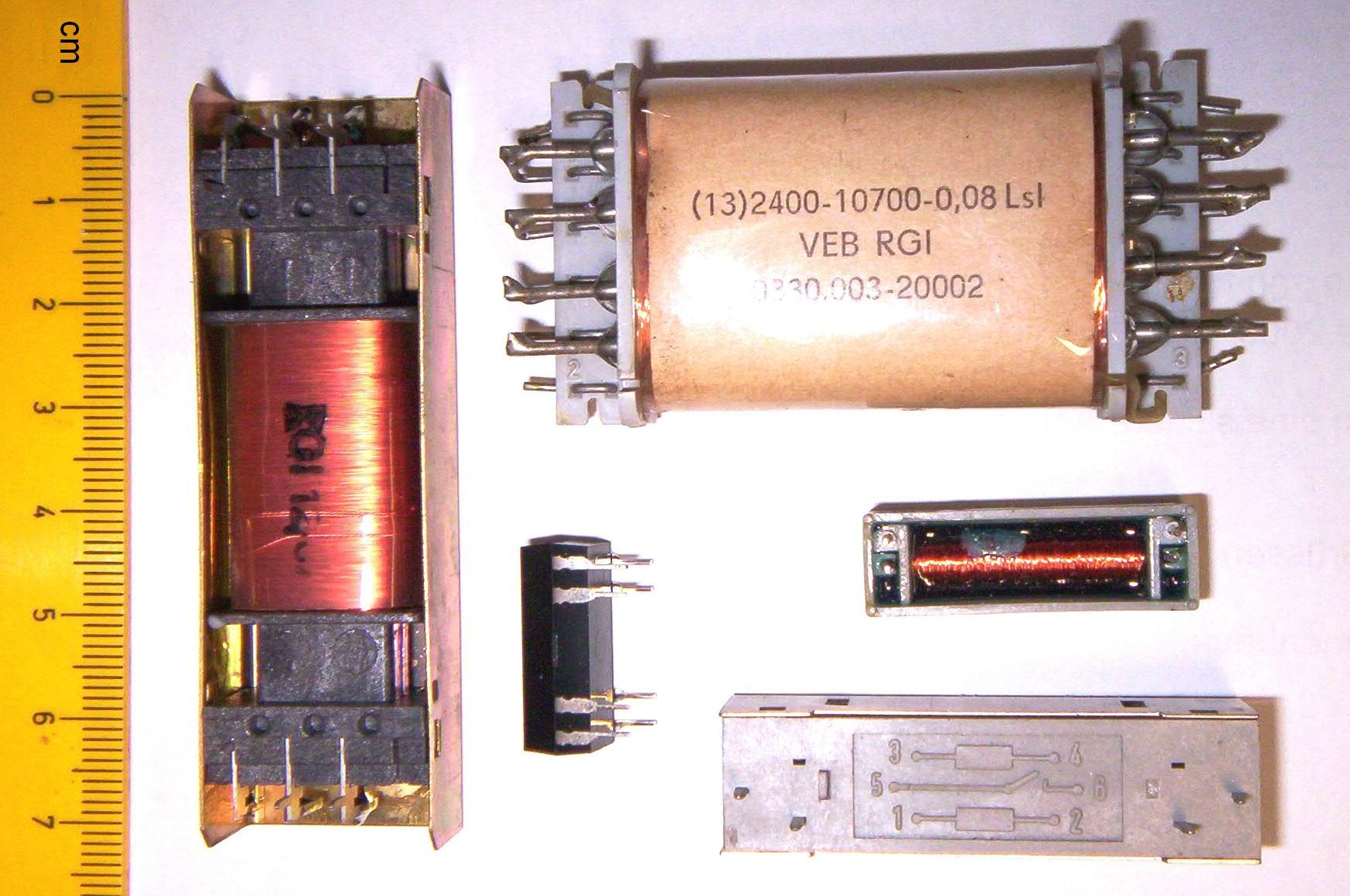
Verschiedene Reed-Relais, teilweise mit mehreren Reedkontakten bestückt

Die Kontakte von Reed-Relais sind durch ihre Bauart vor Korrosion und Sauerstoff geschützt. Sie sind daher äußerst zuverlässig und sind besonders für kleine Schaltleistungen bei häufiger und ganz seltener (z. B. einmal in 10 Jahren) Betätigung geeignet. Reed-Relais können im Vergleich zu ähnlich dimensionierten normalen elektromagnetischen Relais auch für sehr hohe Schaltspannungen (bis etwa 10 kV) ausgelegt werden, indem man den Innendruck des Füllgases erhöht.
Reed-Relais werden auch in DIL- und SMD-Bauweise ausgeführt, d. h. in Form von in der Mikroelektronik üblichen Gehäusebauformen zur Leiterplattenmontage.
Bei Reed-Kontakten zur Lageerkennung wird der Reed-Kontakt durch einen Dauermagneten betätigt; sobald sich der Magnet nähert, werden die Schaltkontakte zueinander gezogen und schließen einen Stromkreis. Solche Kontakte sind oft robust gekapselt in quaderförmigen oder zylindrischen Gehäusen untergebracht und besitzen angegossene Anschlussleitungen. Die Betätigungsmagnete sind oft dazu passend ausgeführt oder sie werden in Maschinenteile eingelassen.

### Ruhekontakte und weitere Funktionen
Bei der Grundfunktion eines Reed-Kontaktes wird dessen Kontakt durch ein axiales Magnetfeld geschlossen. Es gibt jedoch auch sogenannte umschaltende (Wechselschalter) oder öffnende Reed-Kontakte, die ein umgekehrtes Schaltverhalten haben. Bei diesen besteht die öffnende Kontaktzunge aus nicht-ferromagnetischem Material. Mit solchen Kontakten lassen sich auch umschaltende Reedrelais bauen.
Die Herstellungskosten dieser Reed-Umschaltkontakte sind relativ hoch. Zudem sind diese Kontakte nicht zum Schalten größerer Ströme geeignet, da die Kontaktkraft nicht durch das Magnetfeld unterstützt ist. Die Schließ- und Prellzeit ist höher.
Alternativ lässt sich die Funktionsweise eines Reed-Relais auch mit einer zusätzlichen Transistor-Beschaltung invertieren. Der Schaltungsaufwand und die Stromaufnahme werden dadurch jedoch erhöht, da ein permanenter Ruhestrom durch die Transistorschaltung fließt.
Eine weitere Möglichkeit, die Schaltfunktion zu invertieren, besteht darin, an den Glaskörper des Reedschalters einen kleineren Permanentmagneten anzubringen. Die Polung des externen Feldes muss zu diesem umgekehrt sein. So kompensieren sich die Magnetfelder beider Magnete und der Kontakt öffnet sich. Ohne externes Feld wird der Reed-Kontakt durch den integrierten Magneten geschlossen. Auf diese Weise lassen sich auch weitere Funktionen realisieren:
- Reedrelais mit Selbsthaltefunktion: das Feld des integrierten Dauermagneten reicht nicht, den Reedkontakt zu schließen, es kann ihn jedoch geschlossen halten. Auf diese Weise führt ein feldverstärkender Stromimpuls durch die Relaisspule zum (dauerhaften) Anzug und ein feldkompensierender Stromimpuls zum Abfallen.
- Reedrelais mit erhöhter Anzugempfindlichkeit: das Feld des integrierten Dauermagneten verstärkt das externe Feld, jedoch nur so weit, dass das Abfallen ohne Feld gewährleistet ist. Diese Relais benötigen eine vorgeschriebene Polarität der Steuerspannung.

## Anwendungen
Reed-Relais werden häufig dort zum Schalten kleiner Spannungen und Ströme eingesetzt, wo es auf Zuverlässigkeit und geringsten Kontakt-Übergangswiderstand ankommt (z. B. zur Signalumschaltung in Messgeräten). Eine weitere Anwendung sind Hochfrequenz-Relais – hier können die Kontakte als Innenleiter einer koaxialen Leitungsanordnung betrieben werden.
Reed-Kontakte werden in Verbindung mit Dauermagneten häufig für Türkontakte oder zur Endlagenerkennung (z. B. an Pneumatikzylindern und allgemein in der Automatisierungstechnik) eingesetzt. Reed-Kontakte können auch durch Wandungen hindurch geschaltet werden, wie etwa bei Taucherlampen oder in Füllstandswächtern.
Durch die gekapselte Bauweise sind Reed-Kontakte auch in explosionsgefährdeten Bereichen zugelassen, wie sie in Bergwerken oder in der Chemischen Industrie zu finden sind. Aus dem gleichen Grund sind sie für den Einsatz in großen Höhen geeignet, wo ansonsten der Kontaktabstand aufgrund der höheren Schlagweite in der dünneren Atmosphäre nicht ausreichen würde.
Ein spezielles Anwendungsgebiet ist der Einsatz in medizinischen Implantaten. Ein Reed-Kontakt stellt eine einfach zu implementierende Methode zur Informationsübertragung dar. Bei Herzschrittmachern kann damit beispielsweise in einen Programmiermodus umgeschaltet werden, das Implantat arbeitet währenddessen mit einem festen Takt. An dieser Stelle muss erwähnt werden, dass eine medizinische Untersuchung mittels Magnetresonanztomographie dazu führen kann, dass dieser Kontakt geschlossen wird, was in diesem Fall unerwünscht ist.
In Gleichstrommotoren (Reed-Kontakt-Motoren) können sie an Stelle von Kommutatoren verwendet werden. Manche Fahrradcomputer ermitteln die Geschwindigkeit und die Trittfrequenz mittels Reed-Kontakten am Vorderrad beziehungsweise der Tretkurbel – in diesem Anwendungsbereich zur Drehzahlmessung werden aber auch sehr häufig kontaktlose Hall-Sensoren verwendet.
Mit einer im Außenbereich angebrachten dicken Wicklung versehene Reed-Relais werden als Stromsensor verwendet und können z. B. zur Ausfallüberwachung von Glühlampen oder zur Bremslichtkontrolle an Kraftfahrzeugen verwendet werden.
Oft können heute Reed-Relais und Reed-Kontakte durch ebenfalls magnetisch arbeitende Hall-Sensoren ersetzt werden – in Kombination mit elektronischen Schaltern wie Feldeffekttransistoren lassen sich damit funktionell ähnliche Schaltereigenschaften erzielen, welche aber ohne mechanische Kontakte auskommen und daher mechanisch weniger empfindlich sind (keine Bruch- und Schlagempfindlichkeit, keine spezielle Gasfüllung). Des Weiteren können Hall-Sensoren für deutlich höhere Schaltfrequenzen ausgelegt werden als die mechanisch bewegten Reed-Kontaktzungen, um damit beispielsweise höhere Drehzahlen direkt erfassen zu können. Der Nachteil von Hallsensoren besteht darin, dass sie eine Hilfsenergie (Betriebsspannung) benötigen. Daher werden auch heute noch häufig Reed-Kontakte eingesetzt.
Reedrelais haben geringe Anzugszeiten. Die Zeitdauer vom Anzugsbefehl bis zum Schließen des Kontaktes kann bei manchen Bauformen unter 0,5 Millisekunden liegen.